# 京都書院
京都書院（きょうとしょいん）は、かつて美術書を多く出版した京都市の出版社であった。
創業1924年9月、設立1949年。洗練されたカラー印刷を生かした美術書が読者のニーズをつかみ一世を風靡したが、1999年6月に倒産した。負債額22億円。月刊誌「美と工芸」やユニークな豪華本、文庫サイズのアーツコレクションは好評だった。主力の豪華本は5万件にも及ぶ顧客に販売、海外にも積極的に進出していた。現在、同じ京都市の宮帯出版社が発売元となって全国の書店に流通させている。